# Gand-Wevelgem 1998
La 60e édition de la course cycliste Gand-Wevelgem a eu lieu le 8 avril 1998.

## Équipes
| Équipes professionnelles (13)- Cofidis-Le Crédit par Téléphone - La Française des jeux - Rabobank - Deutsche Telekom - Agro-Adler Brandenburg - US Postal Service - Home-Jack & Jones - Palmans-Ideal - Collstrop - Ipso-Euroclean - Vlaanderen 2002 - Home Market-Ville de Charleroi - Tönissteiner-Colnago Groupes sportifs I (8)- Mapei-Bricobi - Festina-Lotus - Gan - TVM-Farm Frites - Polti - Asics-CGA - Saeco-Cannondale - Lotto-Mobistar Groupes sportifs II (3)- Scrigno-Gaerne - Brescialat-Liquigas - Spar-RDM |
| |

## Résumé de la course
Frank Vandenbroucke l'emporte grâce à une belle course d'équipe de la Mapei : Nico Mattan attaque par deux fois dans le final et se retrouve seul en tête. Lars Michaelsen parvient à faire la jonction avec Vandenbroucke bien calé dans sa roue. Pris en tenaille par les deux équipiers de la Mapei, le Danois, épuisé, finit par laisser filer VDB vers la victoire. Ce dernier enrichit son palmarès un mois après sa victoire probante à Paris-Nice.

## Classement
| \| Classement général \| Classement général \| Classement général \| Classement général \| Classement général \| \| Coureur \| Coureur \| Pays \| Équipe \| Temps \| \| ------------------ \| ------------------- \| ------------------ \| ------------------------------- \| ------------------ \| \| 1er \| Frank Vandenbroucke \| Belgique \| Mapei-Bricobi \| 5 h 06 min 00 s \| \| 2e \| Lars Michaelsen \| Danemark \| TVM-Farm Frites \| + 7 s \| \| 3e \| Nico Mattan \| Belgique \| Mapei-Bricobi \| + 7 s \| \| 4e \| Andreï Tchmil \| Belgique \| Lotto-Mobistar \| + 30 s \| \| 5e \| Laurent Desbiens \| France \| Cofidis-Le Crédit par Téléphone \| + 30 s \| \| 6e \| Erik Zabel \| Allemagne \| Deutsche Telekom \| + 30 s \| \| 7e \| Henk Vogels \| Australie \| Gan \| + 30 s \| \| 8e \| Peter Van Petegem \| Belgique \| TVM-Farm Frites \| + 30 s \| \| 9e \| Jeroen Blijlevens \| Pays-Bas \| TVM-Farm Frites \| + 30 s \| \| 10e \| Fabio Baldato \| Italie \| Riso Scotti-MG Boys Maglificio \| + 30 s \| |                     |           |                                 |                 |
| |                     |           |                                 |                 |
| Sources : ProCyclingStats Cycling Archives |                     |           |                                 |                 |
| Classement général |                     |           |                                 |                 |
| Coureur | Coureur             | Pays      | Équipe                          | Temps           |
| 1er | Frank Vandenbroucke | Belgique  | Mapei-Bricobi                   | 5 h 06 min 00 s |
| 2e | Lars Michaelsen     | Danemark  | TVM-Farm Frites                 | + 7 s           |
| 3e | Nico Mattan         | Belgique  | Mapei-Bricobi                   | + 7 s           |
| 4e | Andreï Tchmil       | Belgique  | Lotto-Mobistar                  | + 30 s          |
| 5e | Laurent Desbiens    | France    | Cofidis-Le Crédit par Téléphone | + 30 s          |
| 6e | Erik Zabel          | Allemagne | Deutsche Telekom                | + 30 s          |
| 7e | Henk Vogels         | Australie | Gan                             | + 30 s          |
| 8e | Peter Van Petegem   | Belgique  | TVM-Farm Frites                 | + 30 s          |
| 9e | Jeroen Blijlevens   | Pays-Bas  | TVM-Farm Frites                 | + 30 s          |
| 10e | Fabio Baldato       | Italie    | Riso Scotti-MG Boys Maglificio  | + 30 s          |